# QE2
A QE2 Mike Oldfield 1980-as, hatodik nagylemeze. Címét a Queen Elizabeth 2 óceánjáró hajóról kapta.
Az albumon Oldfield korábbi lemezeihez képest rövidebb szerzemények találhatóak. A 10 perces Taurus 1 a leghosszabb, bár ennek néhány motívuma a QE2-ben még visszatér. (Érdekes, hogy a szám címében szerepel az 1-es szám, megelőlegezve a következő albumon szereplő Taurus II, és a rá következő évben megjelent Taurus 3-as számot.)  Két dal is szerepel rajta, melyeket Maggie Reilly énekel, a szövegük azonban halandzsa. A 'Sheba' szövegét Oldfield, a Celt-ét pedig Tim Cross írta. Két feldolgozást is tartalmaz a lemez. Az egyik az ABBA Arrival-ja, a másik pedig a Shadows Wonderful Land-je. A Conflict-on Bach Badinerie című műve is felcsendül néha. Az utolsó, Molly című szerzemény Oldfield kislányához szól.
A lemez legismertebb száma az ABBA feldolgozás.

## Számok
1. "Taurus 1" (Mike Oldfield) – 10:16
2. "Sheba" (Mike Oldfield) – 3:33
3. "Conflict" (Mike Oldfield) – 2:53
4. "Arrival" (Benny Andersson, Björn Ulvaeus) – 2:48
5. "Wonderful Land" (Jerry Lordan) – 3:38
6. "Mirage" (Mike Oldfield) – 4:41
7. "QE2" (Mike Oldfield, David Hentschel) – 7:38
8. "Celt" (Mike Oldfield) – 3:06
9. "Molly" (Mike Oldfield) – 1:15

## Zenészek
- Taurus 1
  - Mike Oldfield – mandolin, basszusgitár, szintetizátor, bendzsó, kelta hárfa, dobgép, üstdob, elektromos gitár, basszus pedál, zongora, Claptrap (elektronikus dob), vokoder
  - Phil Collins – dob
  - Mike Frye – afrikai dobok
  - Maggie Reilly – vokál
  - David Hentschel – szintetizátor
- Sheba
  - Mike Oldfield – vokoder, dob (syndrums), szék, afrikai dobok, elektromos gitár, basszusgitár, szintetizátor
  - Phil Collins – dob
  - Maggie Reilly – ének
- Conflict
  - Mike Oldfield – elektromos gitár, basszusgitár
  - Mike Frye – afrikai dobok, üstdob
- Arrival
  - Mike Oldfield – elektromos gitár, afrikai dobok, kelta hárfa, basszusgitár, mandolin, spanyol gitár, szintetizátor, vokoder, aboriginal ütőfák, vokál
  - Maggie Reilly – vokál
  - David Hentschel – dob (synth drums), vokál
  - English Chorale – kórus
  - vonószenekar, Dick Studt vezényletével
- Wonderful land
  - Mike Oldfield – elektromos gitár, basszusgitár, szintetizátor, afrikai dobok, marimba, mandolin, vibrafon, spanyol gitár
  - David Hentschel – CS80 dob, francia hárfa (synth French Horn)
  - vonószenekar, Dick Studt vezényletével
- Mirage
  - Mike Oldfield – vibrafon, szintetizátor, akusztikus gitár, basszusgitár, elektromos gitár, üstdob, vokoder
  - Mike Frye – vokoder, dob
  - Raul D'Olivera – trombita
  - Guy Barker – trombita
  - Paul Nieman – harsona
  - Philip Todd – tenorszaxofon
- QE2
  - Mike Oldfield – szintetizátor, dupla sebességű gitár, elektromos gitár, basszusgitár, basszus pedál, basszus dob, üstdob, tamburin
  - David Hentschel – dob, szintetizátor
  - Raul D'Olivera – trombita
  - Guy Barker – trombita
  - Paul Nieman – harsona
  - Philip Todd – tenorszaxofon
- Celt
  - Mike Oldfield – szintetizátor, elektromos gitár, basszusgitár
  - Maggie Reilly – ének
- Molly
  - Mike Oldfield –  vokoder, elektromos gitár, basszusgitár

## Produkció
- Kiadó – Virgin Records
- Felvétel – Denham (UK), 1980.
- Producer – David Hentschel, Mike Oldfield

## Érdekességek
- A lemez borítója közelről ábrázolja egy hajó oldalát. A bal alsó sarokban vízmérce is látható.
- A lemezen Oldfield egy Shadows dalt is feldolgozott (Wonderful Land). Később viszont a Shadows dolgozta fel Oldfield egyik számát, a Moonlight Shadow-t, ráadásul akkori, 1986-os albumuknak a címe Moonlight Shadows volt. (A lemez egyébként csak feldolgozásokat tartalmazott.)